# Oxypetalum marambaiense
Oxypetalum marambaiense är en oleanderväxtart som beskrevs av Occhioni. Oxypetalum marambaiense ingår i släktet Oxypetalum och familjen oleanderväxter. Inga underarter finns listade i Catalogue of Life.